# Rudolf Goedecke
Rudolf Goedecke (* 29. Juli 1877 in Hannover; † 6. Januar 1950 ebenda) war ein deutscher Architekt des Historismus. Er prägte mit seinen Bauten wesentlich das Stadtbild seiner Heimatstadt Hannover.

## Leben

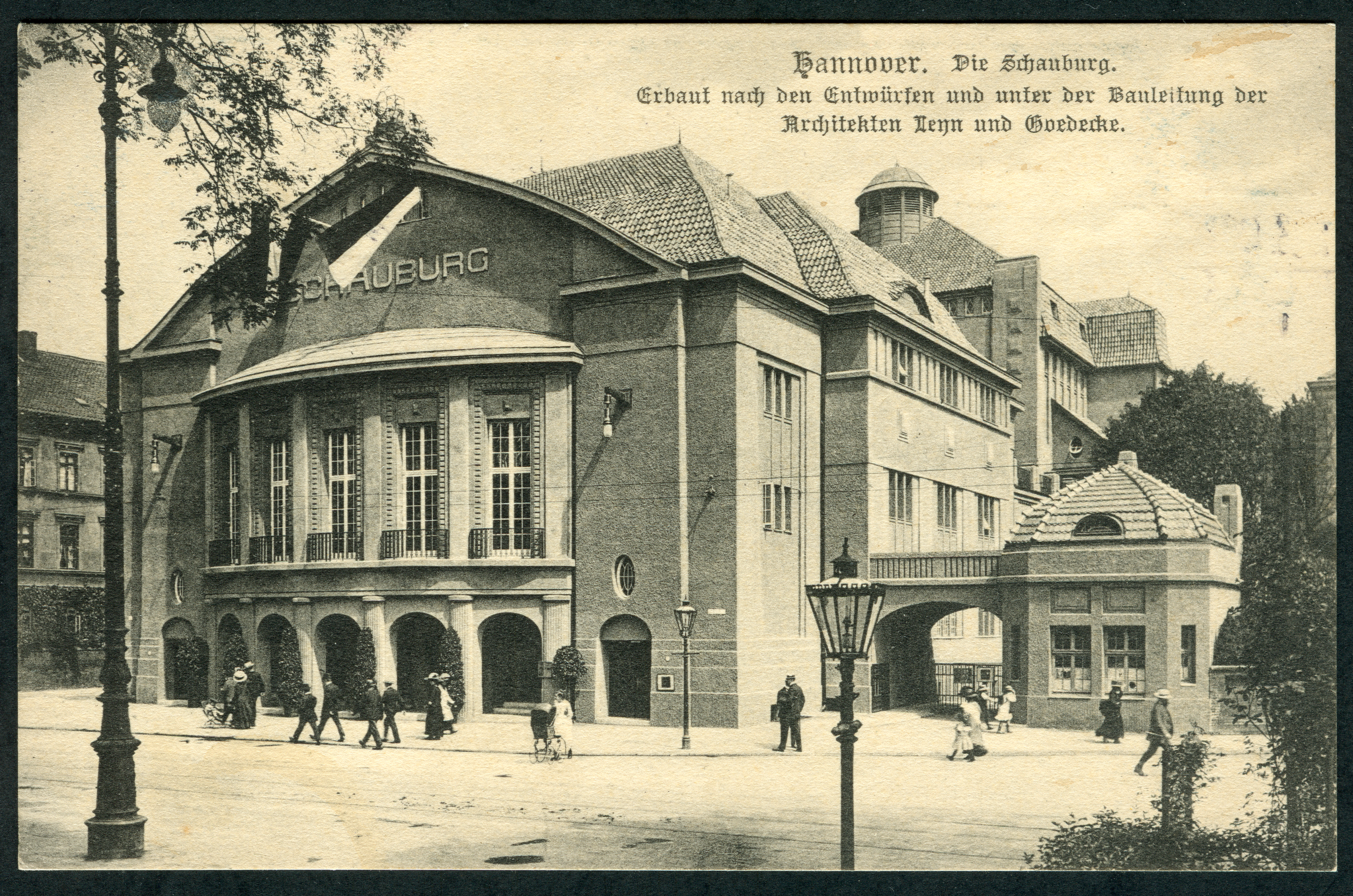
Die Schauburg in Hannover, „Erbaut nach den Entwürfen und unter der Bauleitung der Architekten Leyn und Goedecke.“
Ansichtskarte Nummer „1101“ von Karl F. Wunder

Nach dem Schulabschluss studierte Goedecke an den Technischen Lehranstalten (heute Hochschule für Gestaltung) in Offenbach am Main und im Anschluss an der Technischen Hochschule München. Seit 1909 führte er ein Architekturbüro gemeinsam mit Wilhelm Leyn und arbeitet ab 1920 selbstständig.

## Bauten
- 1910–1911: Theater Schauburg (seit 1926: Städtisches Schauspielhaus) in Hannover, Hildesheimer Straße 229 (mit Wilhelm Leyn)
- Verwaltungsgebäude der Hannoverschen Knappschaft
- Umbau des Residenztheaters in München
- Mehrfamilienhäuser der Siedlungsgenossenschaften Heimat und Winfried
- zahlreiche Einfamilienhäuser in Hannover-Kleefeld, Karlshafen, Bernburg (Saale) und anderen Orten, außerdem diverse Industrieanlagen.